# Monumento natural de la Sabina Albar
El monumento natural de la Sabina Albar es un espacio natural del sur de España que protege un árbol milenario situado en el término municipal de Chirivel, en la provincia de Almería (Comunidad Autónoma de Andalucía). Fue declarado como Monumento Natural de Andalucía el 1 de octubre de 2003.

## Descripción
Se trata de un ejemplar milenario único de sabina albar (Juniperus thurifera) que crece en el parque natural Sierra de María-Los Vélez en un altiplano a más de 1600 m s. n. m.. Constituye una reliquia de los bosques esteparios del Terciario, caracterizado en esta región por un duro clima continental de grandes variaciones térmicas y estíos secos. Su madera, dura y de buena calidad, rica en resinas y muy apreciada en ebanistería, provocó su tala masiva en el pasado.